# Abram Neiman
Abram Neiman (n. 5 mai 1893, Orhei, gubernia Basarabia, Imperiul Rus – d. 7 iulie 1967, Paris, Franța) a fost un evreu basarabean, inventator și antreprenor german și francez. Este cel mai bine cunoscut ca inventatorul primelor dispozitive antifurt (pentru mașini, motociclete și biciclete) și al blocării volanului („blocare Neiman”).

## Biografie
S-a născut în orașul Orhei din același ținut, gubernia Basarabia (Imperiul Rus), în familia esperantistului Srul Neiman. După ce a absolvit școala la Chișinău, a intrat în departamentul de inginerie de la Universitatea din Toulouse (1912). Ca cetățean rus, a fost internat în Germania după izbucnirea ostilităților în 1914. A fost eliberat în 1918 și s-a întors la părinții săi în Basarabia devenită românească. Din 1922 a locuit la Köln, unde a deschis în curând un atelier pentru producția de piese de schimb cu design propriu. În 1931 a inventat o încuietoare antifurt pentru mașini, care a găsit o largă aplicare în industria auto din Germania și Franța. În anii următori, a adaptat această încuietoare pentru motociclete și biciclete. A colaborat cu Framo (modelul Framo Stromer, 1934) și în 1934 a brevetat încuietoarea de contact („Neiman Ignition”).
În 1938 a emigrat în Franța, unde s-a căsătorit cu o recentă emigrantă Emma Braude. În timpul celui de-al doilea război mondial, s-a refugiat cu soția în sudul Franței, a locuit în Provența, unde s-au născut cele două fiice ale acestora. Părinții au murit în ghetou în Transnistria.
După război, a fondat biroul de proiectare Simplex, care se ocupa cu dezvoltarea pieselor pentru Renault, Peugeot și Simca, iar în 1950, compania pariziană Klaxon. În 1965, firma Neiman⁠(fr)[traduceți] (achiziționată ulterior de grupul Valeo), care angaja mai mult de 350 de persoane, a produs aproximativ 5.000 de dispozitive antifurt și 15.000 de comutatoare de aprindere pe zi.
A fost înmormântat în cimitirul Cimetière parisien de Bagneux din Paris.